# 最愛女孩
〈最愛女孩〉（英語："Favorite Girl"），是加拿大歌手贾斯汀·比伯演唱的一首歌曲，這首歌由比伯、D'Mile作詞作曲，Anesha & Antea Birchett 、Delisha Thomas共同製作。2009年11月4日，iTunes推出這首歌做為首張專輯〈我的世界〉中的第二首宣傳單曲發行。

## 榜單表現

### 周榜單
| 榜單 (2009年–2022年)                 | 最高排名 |
| ------------------------------------ | -------- |
| 澳大利亚（澳大利亚唱片业协会單曲榜） | 92       |
| 加拿大（Canadian Hot 100）           | 15       |
| 印尼 (告示牌)                        | 16       |
| 英國（官方榜单公司單曲榜）           | 76       |
| 英國（官方榜单公司節奏藍調榜）       | 27       |
| 美国（《告示牌》百大單曲榜）         | 26       |